# Geelong Football Club
Il Geelong Football Club è un club di football australiano della città di Geelong.

## Campionati Vinti
- VFL/AFL (10)

1925, 1931, 1937, 1951, 1952, 1963, 2007, 2009, 2011, 2022,
- VFA (7)

1878, 1979, 1880, 1882, 1883, 1884, 1886.